# Parque das Aves
Parque das Aves is een vogelpark in het zuiden van Brazilië in de deelstaat Paraná. Het ligt nabij de Iguaçu rivier aan de overkant van de ingang van het Parque Nacional do Iguaçu. Verder ligt het op 18 km afstand van de Braziliaanse stad Foz do Iguaçu en nabij de grens van Argentinië en Paraguay; alsmede het drielandenpunt: Punt der Drie Grenzen.

## Geschiedenis
Het park is in 1994 opgericht met als doel de plaatselijke natuur te beschermen en een broedplaats te vormen voor bedreigde exotische vogelsoorten. De meeste vogels zijn afkomstig uit andere dierentuinen, zijn herstellende of zijn gevangen voor de fok. Momenteel heeft het park ruim 17 hectare oerwoud tot zijn beschikking en wordt het nationaal beschermd door het Braziliaans Instituut voor Milieu en Natuurlijke Rijkdommen (IBAMA). Het telt het meer dan 1000 vogels bestaande uit veelal beschermde Zuid-Amerikaanse vogelsoorten met in het bijzonder de Ara’s, Toekans en Flamingo’s. Hiermee is Parque das Aves tot op heden het grootste vogelpark van Zuid-Amerika. Bezoekers kunnen in de vrije natuur of door volières lopen om de vogels van dichtbij te bekijken.

## Galerij

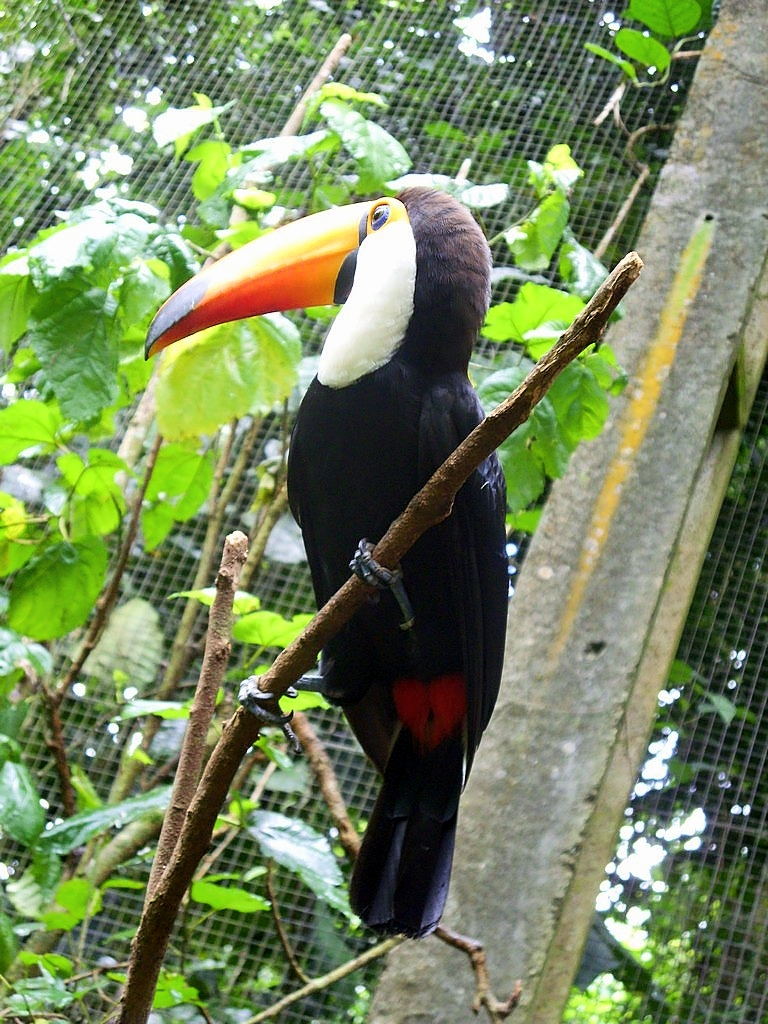
Toekan in een volière
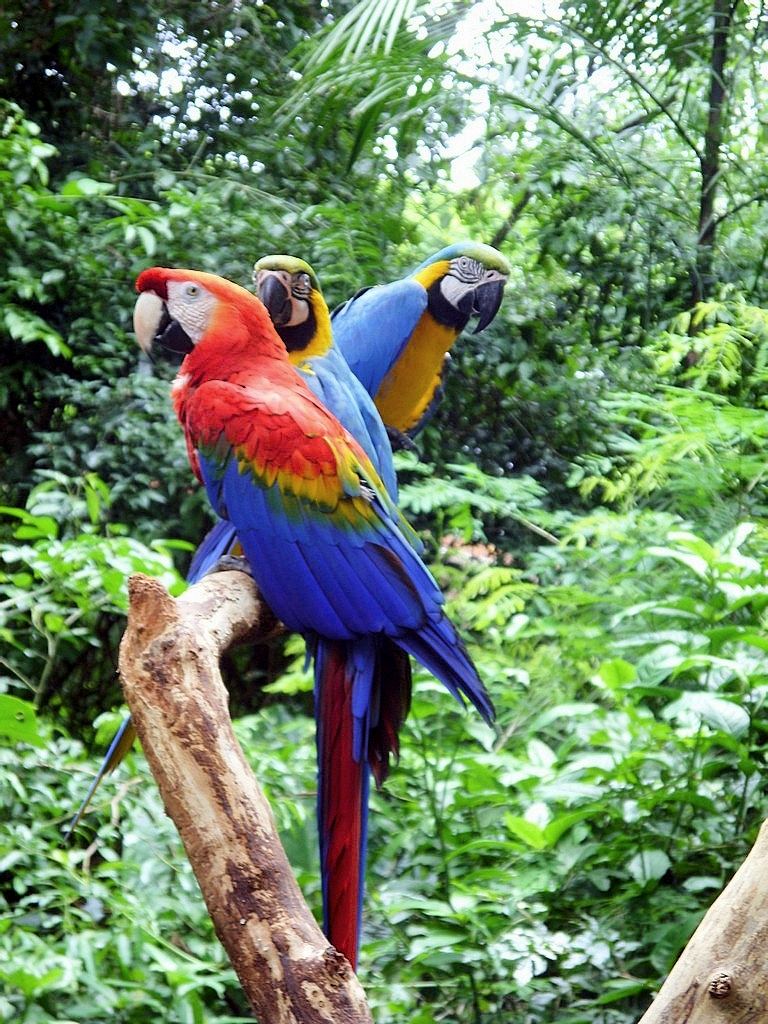
Vrij rondvliegende ara's
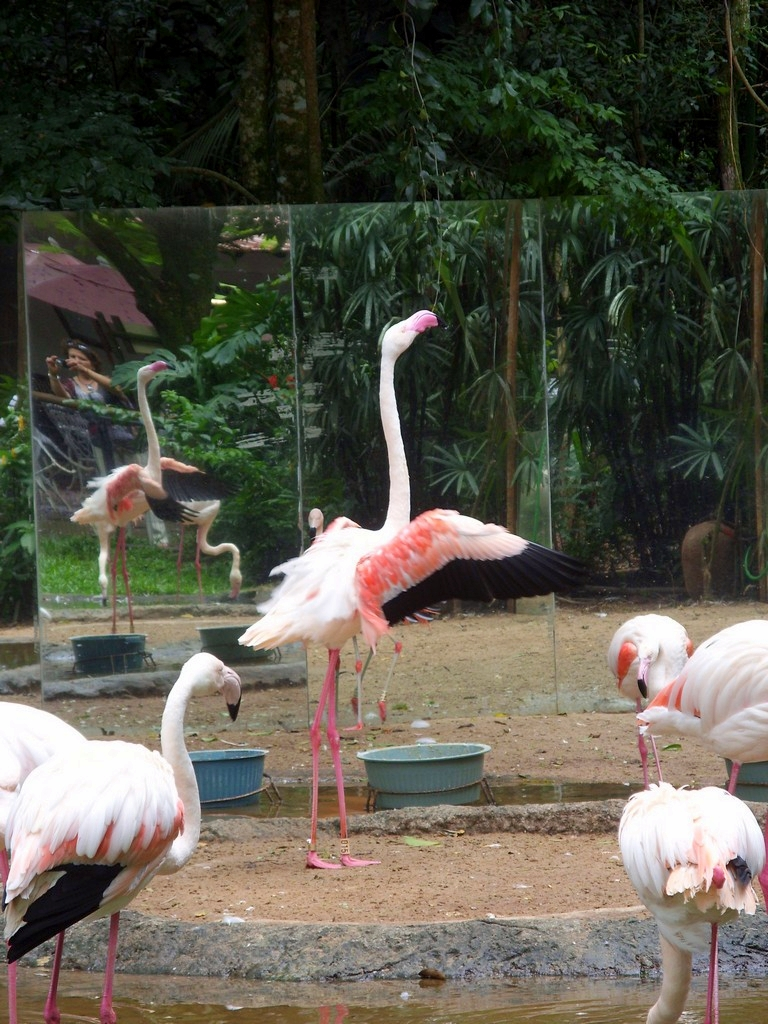
Flamingo's
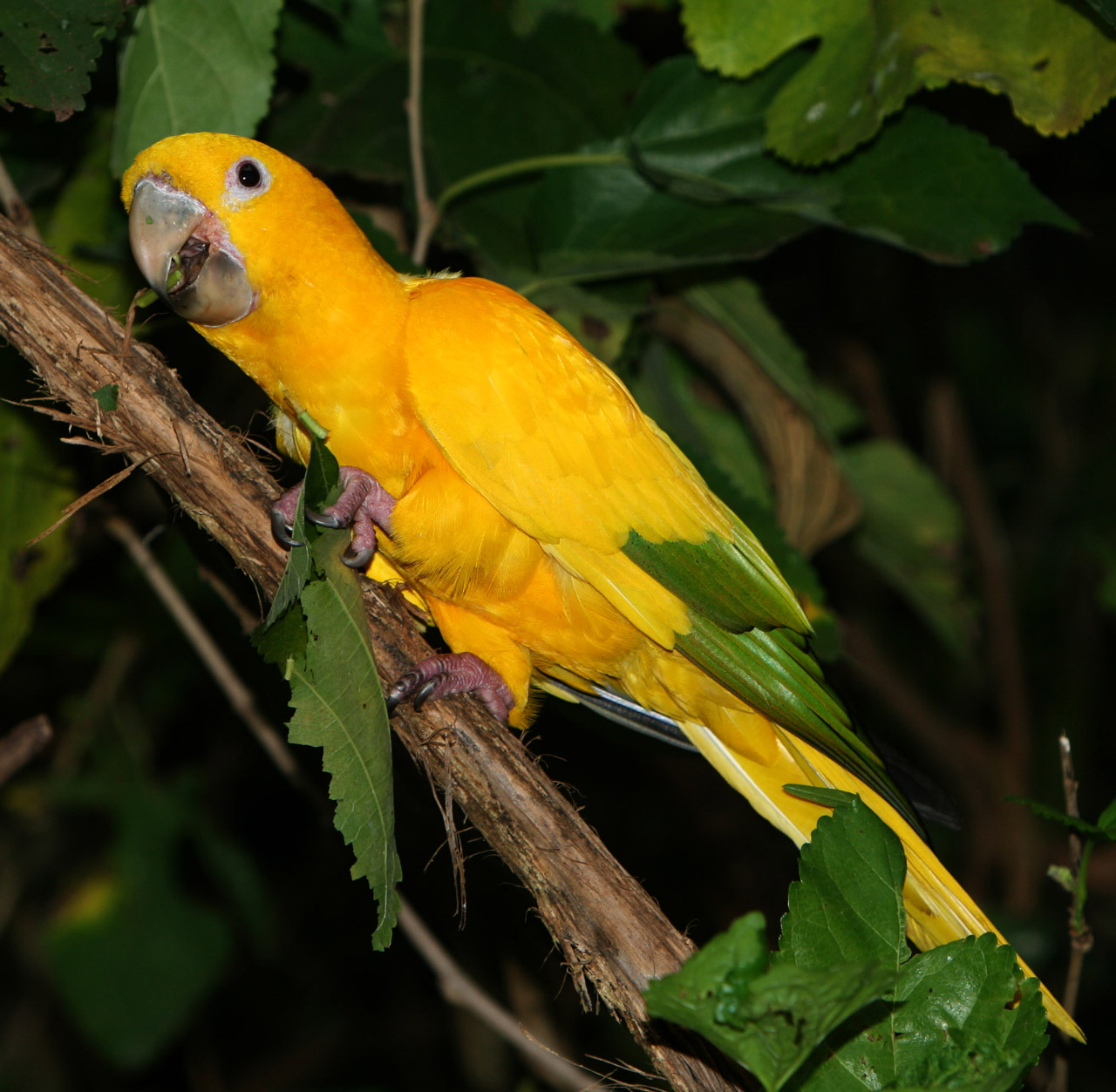
Guaruba guarouba (goudparkiet)
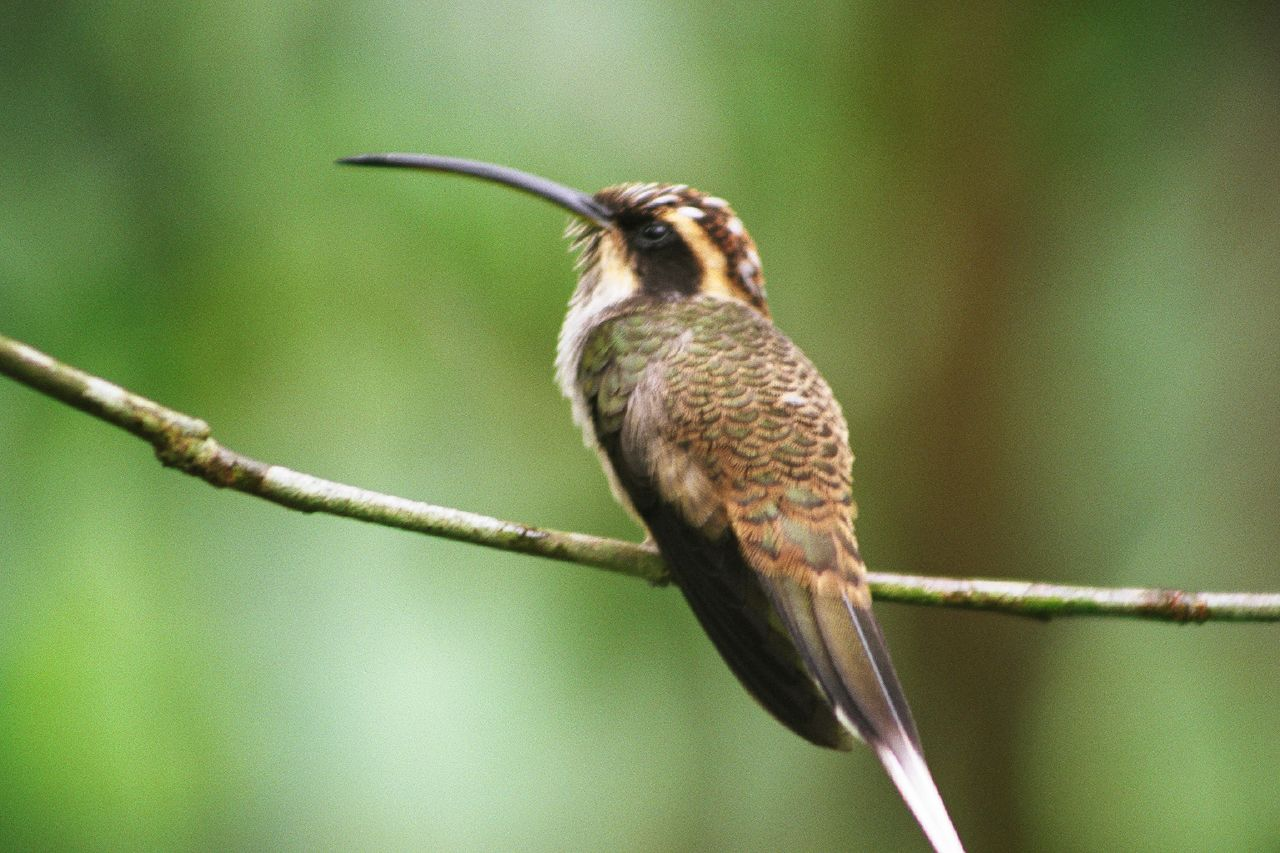
Phaethornis eurynome (kolibrie)
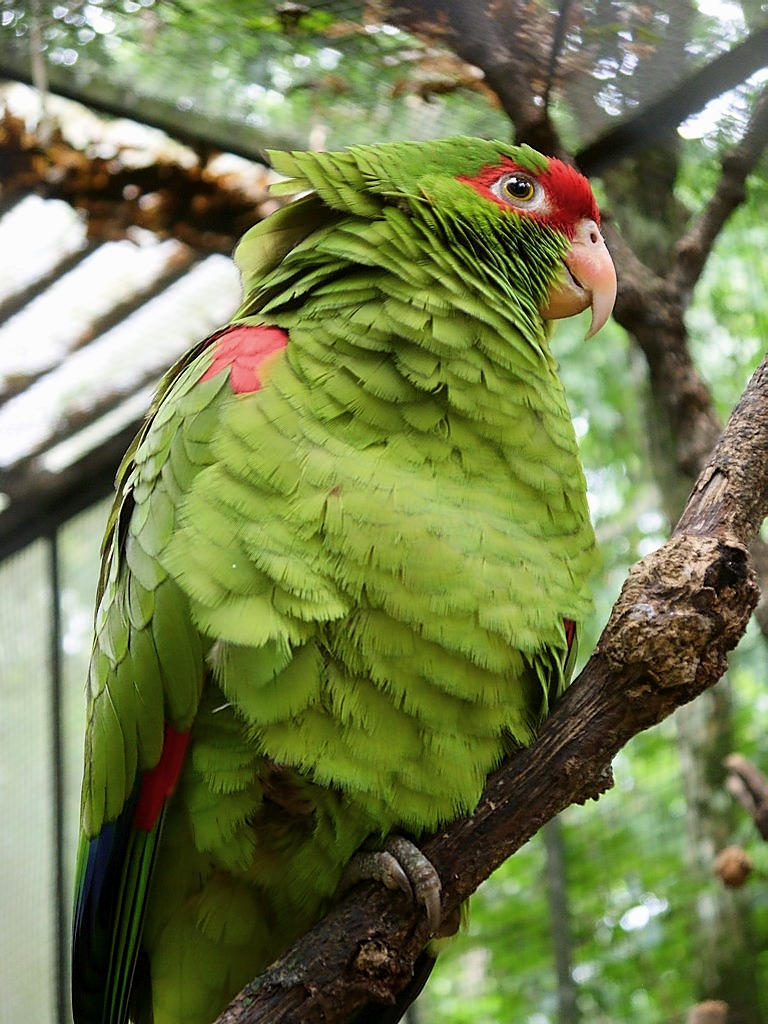
Papegaai
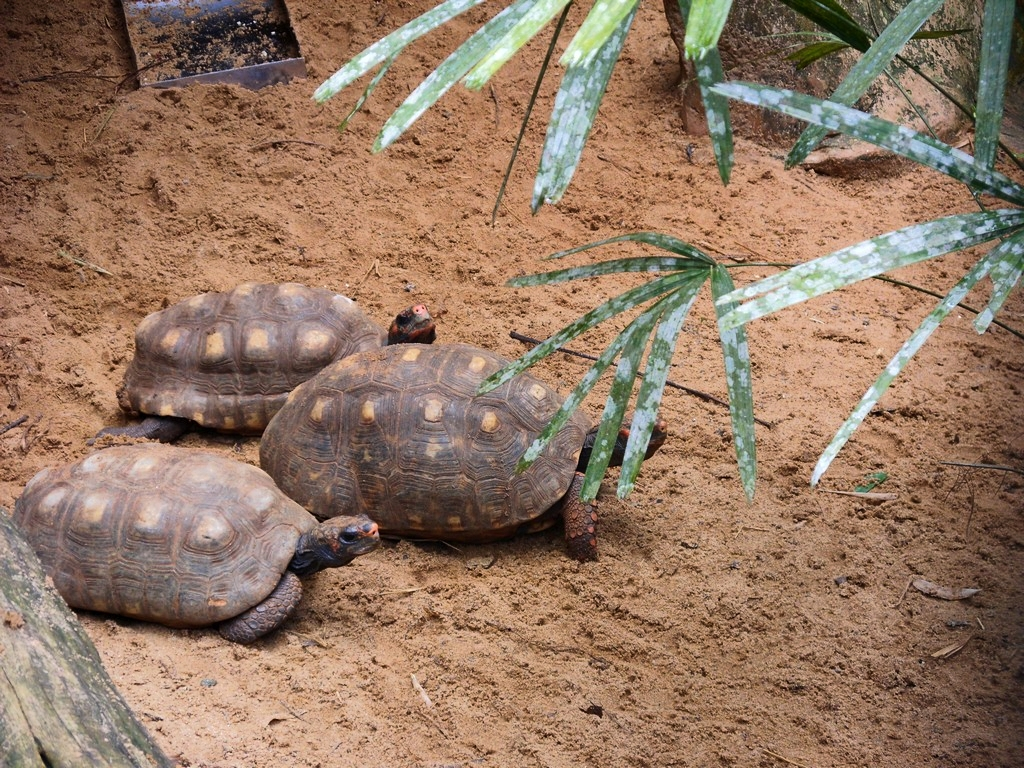
Schildpadden
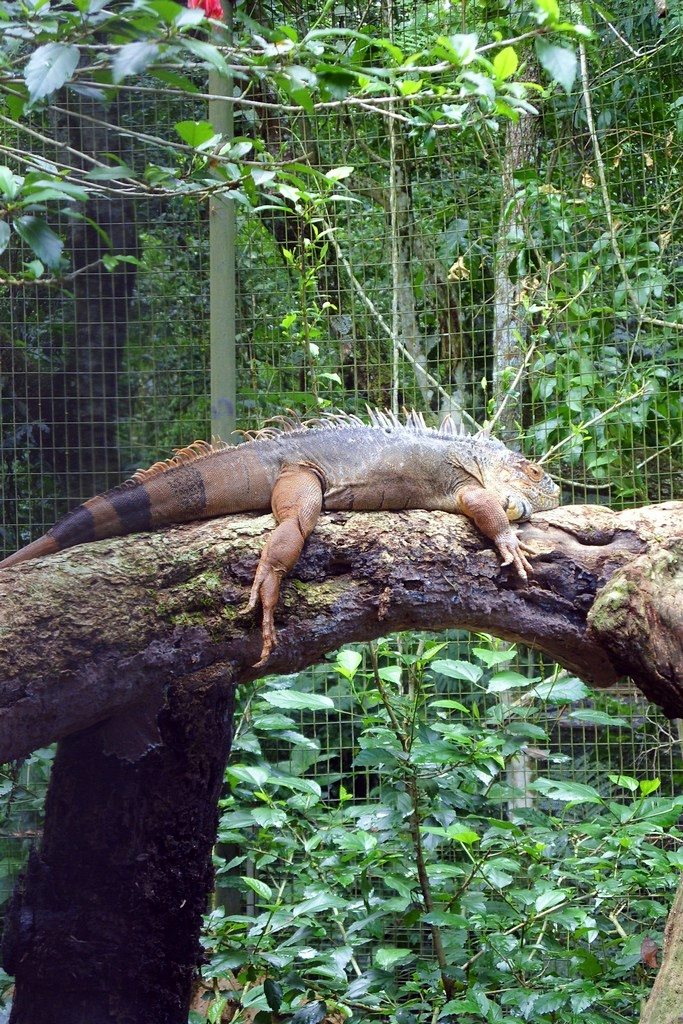
Leguaan
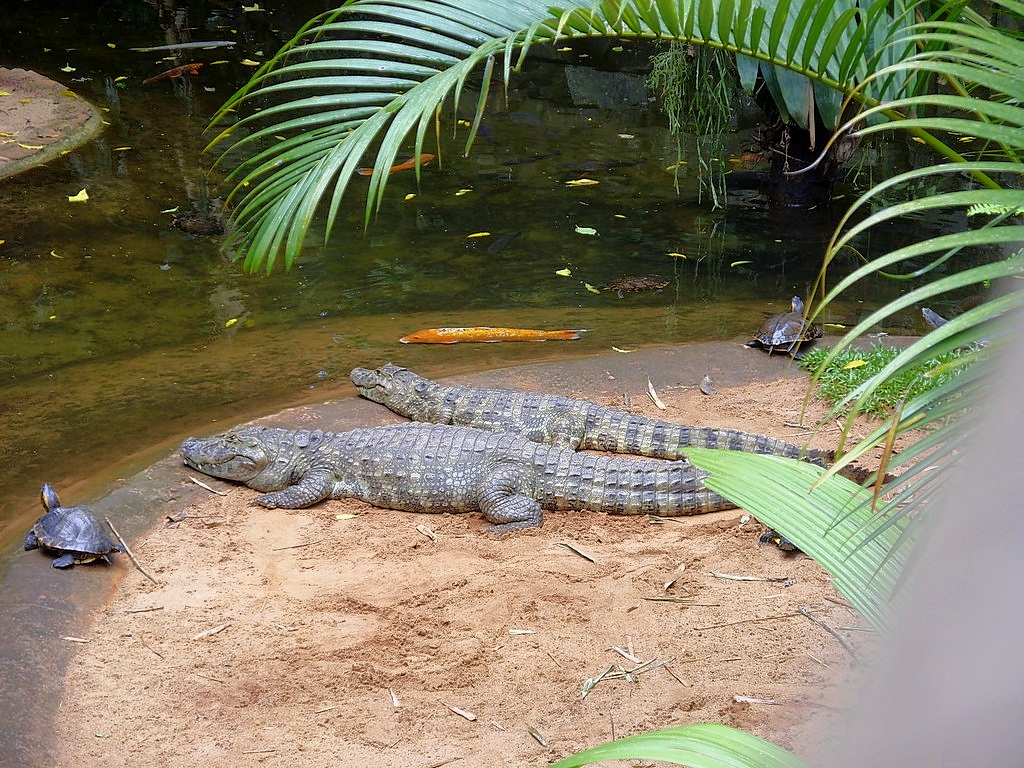
Alligators